# Troussencourt
Troussencourt ist eine französische Gemeinde mit 316 Einwohnern (Stand 1. Januar 2022) im Département Oise in der Region Hauts-de-France. Sie gehört zum Arrondissement Clermont, zur Communauté de communes de l’Oise Picarde und zum Kanton Saint-Just-en-Chaussée.

## Geographie
Die Gemeinde Troussencourt liegt 23 Kilometer nordnordöstlich von Beauvais und 30 'Kilometer südlich von Amiens.

## Einwohner
| Jahr                       | 1962 | 1968 | 1975 | 1982 | 1990 | 1999 | 2006 | 2012 | 2021 |
| -------------------------- | ---- | ---- | ---- | ---- | ---- | ---- | ---- | ---- | ---- |
| Einwohner                  | 230  | 253  | 217  | 224  | 237  | 282  | 326  | 351  | 319  |
| Quellen: Cassini und INSEE |      |      |      |      |      |      |      |      |      |

## Sehenswürdigkeiten
- Kirche Saint-Lucien aus dem 16. Jahrhundert mit polygonalem Chor sowie Langhaus und Glockenturm aus dem Jahr 1785
- Kalvarienberg
- Kreuz bei der Kirche

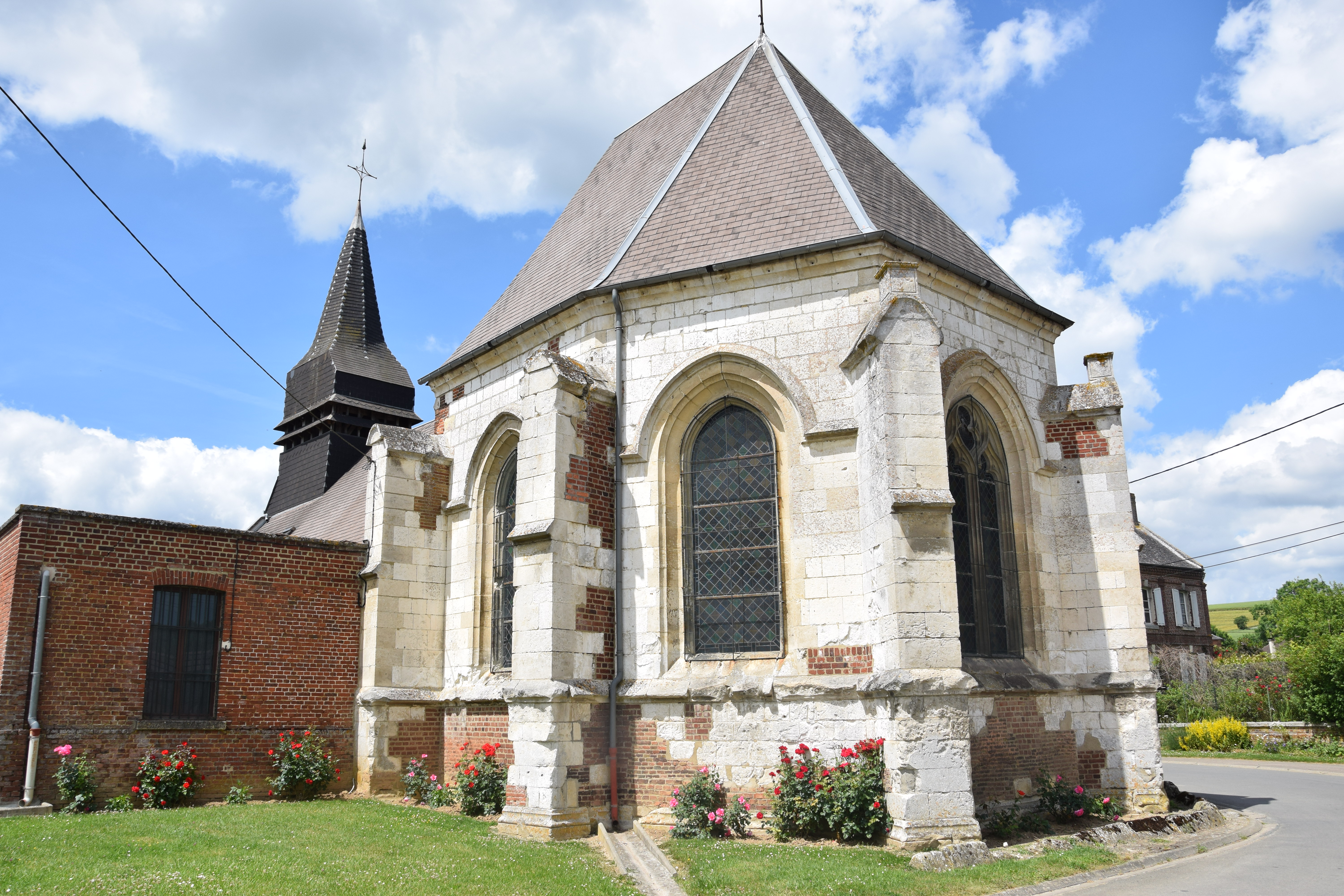
Kirche Saint-Lucien
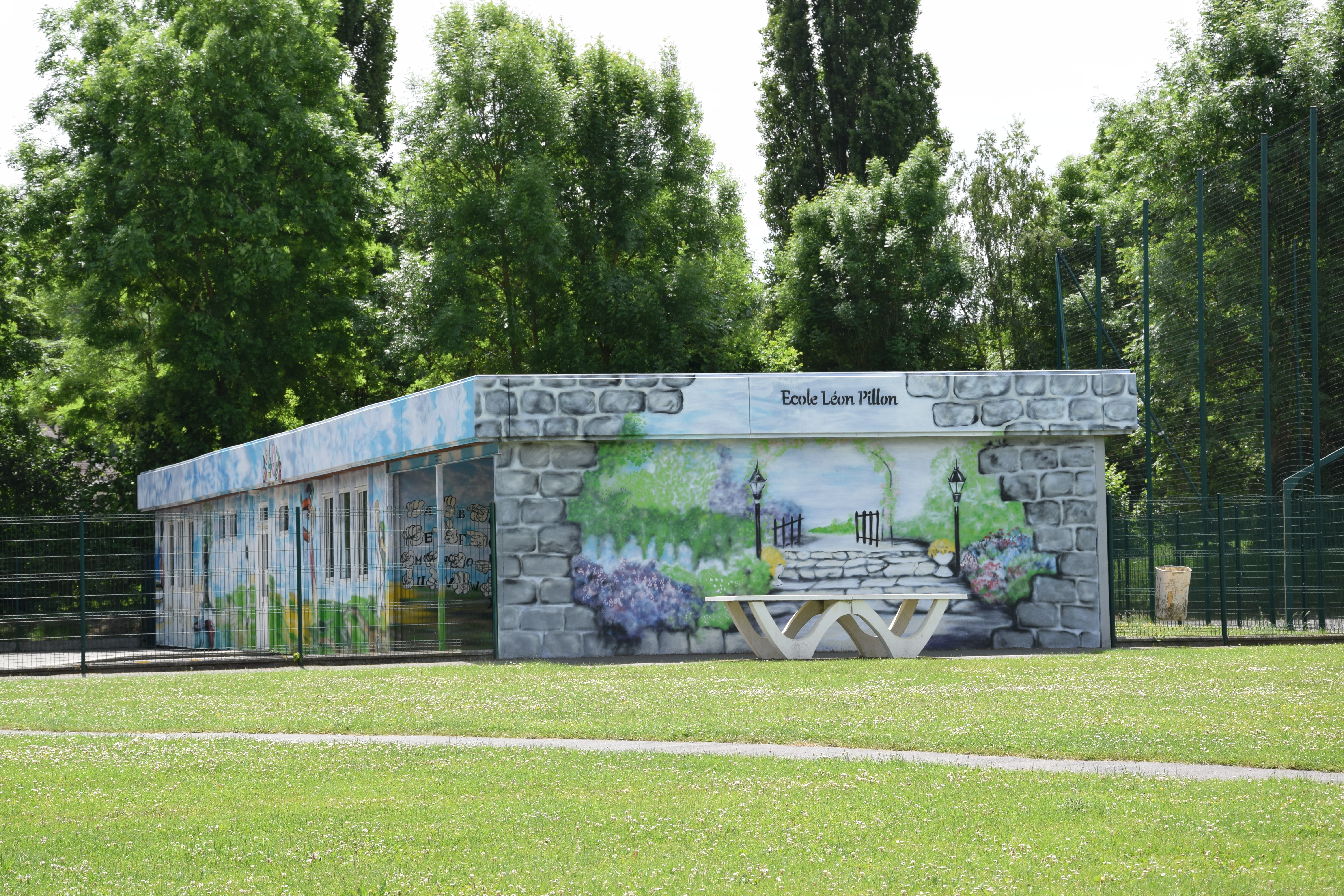
Schule